# Andreas Haefliger
Pour les articles homonymes, voir Haefliger.
Andreas Haefliger (né en 1962) est un pianiste suisse allemand de naissance.
Haefliger est né dans une famille de musiciens, dont le père est le fameux ténor Ernst Haefliger. Il grandit en Suisse et plus tard étudie à la Juilliard School de New York. Haefliger a joué avec les plus grands orchestres d'Amérique d'Europe, après ses débuts à New York  en 1988. Il se produit fréquemment dans les festivals de Lucerne et Salzbourg aussi bien que lors du BBC Proms ou du Festival de Vienne.

## Carrière
Né en Suisse, Haefliger grandit dans une famille de musiciens. Après avoir complété ses études à la Juilliard School, où il a été primé deux fois par la bourse Gina Bachauer, il joue pour la première fois en récital à Londres au Wigmore Hall, en 1993, suivi de ses débuts aux Proms avec le Philharmonia en 1994. Il participe au festival de musique de Rheingau la même année, jouant au Domaine Johannisberg, la première Sonate pour piano de Beethoven et les Kreisleriana de Schumann accompagné de préludes et d'études de Rachmaninoff, enregistrés pendant le concert. Sa discographie comprend des œuvres de Schumann, Schubert, Mozart et Sofia Gubaidulina pour le label Sony ; des lieder de Schubert avec Matthias Goerne, le quintette « La truite » et le quintette pour piano de Dvořák avec le Quatuor Takács, chez Decca. La série « Perspectives » est enregistrée et publiée par le label Avie ; les disques récents incluent le deuxième volume de la série, ainsi qu'un disque de récital composé d'un programme Prokofiev, Wagner et Franck, avec Marina Piccinini, son épouse flûtiste.
Le Chicago Tribune écrit : « Contrairement à de nombreux virtuoses, Haefliger est d'abord musicien et pianiste ensuite... Andreas Haefliger est un pianiste à regarder. Plus important encore, c'est un pianiste à écouter ».
Avec sa technique, sa musicalité, son sens inné de l'architecture et du phrasé, il est rapidement reconnu comme pianiste de premier rang. Des engagements avec les principaux orchestres américains ont suivi rapidement ses études – le philharmonique de New York, l'Orchestre de Cleveland, le Los Angeles Philharmonic, le Boston Symphony, les orchestres symphoniques de Pittsburgh, Chicago et San Francisco, entre autres. Il a créé à la salle Pleyel le deuxième Concerto pour piano de Karol Beffa, La Vie antérieure, avec l'Orchestre de Paris sous la direction de Paavo Järvi. L'œuvre a été à nouveau présentée en tournée en Suisse (2012).
Dans son Europe natale également, Andreas Haefliger est invité et continue ses visites aux grands orchestres et festivals – tels le Royal Concertgebouw, le Philharmonique de Rotterdam, le Philharmonique de Munich, Orchestre du festival de Budapest, le Deutsche Symphonie Orchester Berlin, l'Orchestre de Paris, l'Orchestre symphonique de Londres, l'Orchestre Philharmonia et le Orchestre symphonique de Vienne. En tant que soliste, depuis ses débuts à New York en 1988, il fréquente régulièrement les grands festivals du monde entier, notamment les festivals de Lucerne et Salzbourg, les BBC Proms et le Festival de Vienne.
En tant que soliste et chambriste, Haefliger excelle à trouver l'expression la plus immédiate. The Guardian, après un récital au Wigmore Hall commentait : « quelqu'un qui prend des risques, ce qui fait de lui un artiste fascinant », et, dans un précédent commentaire publié dans The Independent, « il ne semble y avoir aucune limite aux ressources du toucher d'Haefliger ». Le Wigmore Hall a également présenté Haefliger dans un triptyque de récitals avec le baryton Matthias Goerne, le Quatuor Takacs, Marina Piccinini et le Duo Safri. Ensuite le musicien a effectué une série de récitals à New York, Londres et Milan, avec son père, le ténor Ernst Haefliger, dans le Winterreise de Schubert. Ces dernières années Haefliger a collaboré avec le Quatuor Carmina, Wolfgang Holzmair, Matthias Goerne ainsi que sa femme, Marina Piccinini.

## Discographie
- Mozart, Sonates pour piano, K. 332, 333, 457, Fantasia K. 475 (1–4 août 1990, Sony SK 46748)
- Schubert, Winterreise - Wolfgang Holzmair, baryton (2013, Capriccio)
- Beethoven, Sonates pour piano op. 31 (2022, BIS)